# 仙王座30
仙王座30，又名BD+62 2102，HD 214734、SAO 20190、HR 8627，是仙王座的一颗恒星，视星等为5.19，位于銀經108.79，銀緯4.42，其B1900.0坐标为赤經22h 35m 6s，赤緯+63° 4.42′ 52″。